# Ekgördelmätare
Ekgördelmätare (Cyclophora punctaria) är en fjärilsart som beskrevs av Carl von Linné 1758. Ekgördelmätare ingår i släktet Cyclophora och familjen mätare. Arten är reproducerande i Sverige. Inga underarter finns listade i Catalogue of Life.

## Bildgalleri

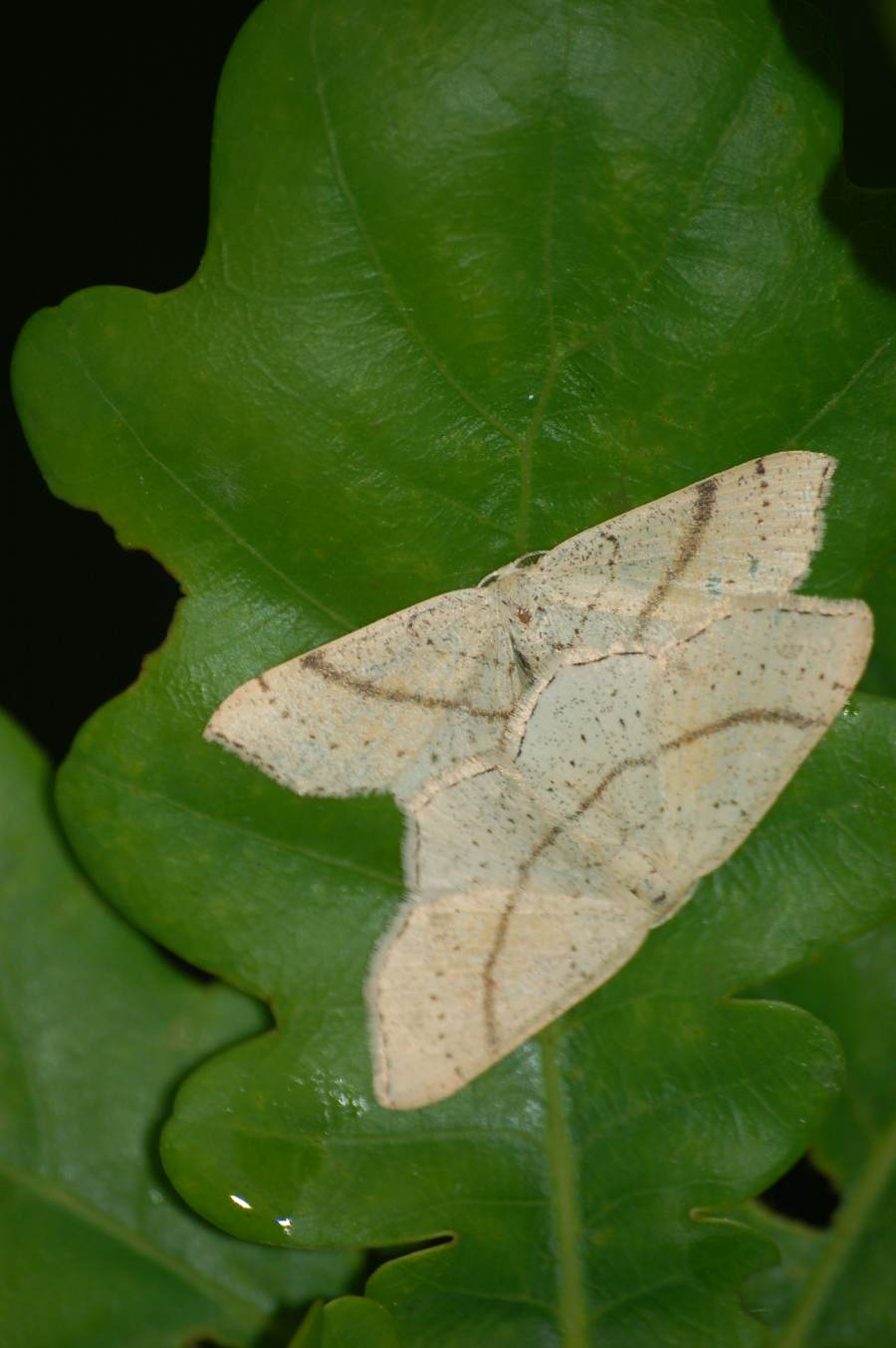